# Прапор Жета
Прапор Жета — муніципальний прапор брюссельської комуни Жет. В описі написано: 
Дві однаково довгі смуги синього і жовтого кольорів.
Походження кольорів невідоме.

Цей муніципальний прапор ідентичний прапорам Андерлехта, Сен-Жіля та Моленбек-Сен-Жана.

Герб Жета
Прапор Андерлехта
Прапор Сен-Жіля
Прапор Моленбек-Сен-Жана